# 弗朗茨·居特纳
弗朗茨·居特纳（德語：Franz Gürtner，1881年8月26日—1941年1月29日）是德国法律界的重要人物，曾在魏玛共和国和纳粹德国时期担任司法部长。他出生于巴伐利亚的雷根斯堡，受过系统的法律教育，毕业于慕尼黑大学，之后从事律师工作。1922年起，居特纳被任命为巴伐利亚司法部长，并在该职务上任职十年。他在处理极右翼政治案件上表现出明显的保守主义立场，曾在1924年对参与啤酒馆政变的希特勒给予相对宽容的处理。
1932年，居特纳被任命为德意志帝国司法部长，在帕彭、施莱歇尔以及希特勒三任内阁中持续留任。纳粹上台后，居特纳并未辞职反对法治的破坏，而是选择继续供职，成为纳粹体制内的关键法律技术支持者。他在推动《授权法》通过、默许长刀之夜中的非法处决、以及确立纳粹一党统治的法律结构方面发挥了重要作用。在保持表面法律程序的同时，他削弱了司法的独立性，为政权的专断提供了合法性包装。
尽管居特纳并非早期纳粹党员，他还是于1937年正式加入纳粹党，进一步体现了他与政权的认同。作为一名传统保守派，他试图在专制政体与法律形式之间保持平衡，却最终沦为纳粹体制下的合作者。他于1941年在柏林去世，享年59岁。